# Christian Quadflieg
Christian Quadflieg (Växjö, 11 aprile 1945 – Amburgo, 16 luglio 2023) è stato un attore, doppiatore e regista tedesco.

## Biografia
Era figlio del celebre attore teatrale e cinematografico Will Quadflieg (1914-2003) e fratello della scrittrice Roswitha Quadflieg.  Era membro della Freie Akademie der Künste di Amburgo.
Tra i suoi ruoli più noti, figurano quello del Dottor Carsten Mattiesen nella serie televisiva Il medico di campagna (Der Landarzt, 1987-1992), quello di Max Oldendorf nella serie televisiva Vater wider Willen (1995-2002) e quello di Martin Berg nei film TV del ciclo "Anwalt Berg".  Fu inoltre un volto noto al pubblico televisivo per essere apparso in vari episodi di serie televisive quali L'ispettore Derrick, Il commissario Köster/Il commissario Kress (Der Alte), Un caso per due, Siska, ecc.
Come doppiatore prestò la propria voce, tra gli altri, a Henry Wilcoxon e a Dean Stockwell.

## Vita privata
Christian Quadflieg visse ad Amburgo dal 1991. Fu sposato con l'attrice Renate Reger.

## Filmografia parziale

### Attore

#### Cinema
- Sprich zu mir wie der Regen (1976)
- L'uomo in verde (1978), regia di Wolfgang Petersen
- Der Landvogt vom Greifensee (1979), regia di Wilfried Bolliger
- Dantons Tod (1981; ruolo: Camille Demoulins)

#### Televisione
- Das Wunder (1971; ruolo: Ritchi), regia di Rolf Busch
- Sie hätten im Sommer kommen sollen (1972; ruolo: Paco)
- Die unfreiwilligen Reisen des Moritz August Benjowski (1975; ruolo: August Benjowski)
- Das Anhängsel (1975; ruolo: Guy Barker)
- Des Christoffel von Grimmelshausen abenteuerlicher Simplicissimus (3 episodi, 1975)
- Ein Badeunfall (1976)
- Medusa (Star Maidens, serie TV, 1976; ruolo: Rudi Schmidt)
- Tatort (serie TV, 1 episodio, 1976; ruolo: Harry Meier)
- Der Winter, der ein Sommer war (miniserie TV, 1976; ruolo: Claus von Haynau)
- Das Rentenspiel (1977)
- Tatort (serie TV, 1 episodio, 1977; ruolo: Fichte)
- L'ispettore Derrick (Derrick, serie TV, episodio "Un caffè da Beate", 1978; ruolo: Herwig), regia di Alfred Vohrer
- Tatort (serie TV, 1 episodio, 1979; ruolo: Dott. Offenbach)
- Kümmert euch nicht um Sokrates (1979; ruolo: Phaidon)
- L'ispettore Derrick (Derrick, serie TV, episodio "L'angelo della morte", 1979; ruolo: Arthur Tobbe), regia di Alfred Vohrer
- L'ispettore Derrick (Derrick, serie TV, 1 episodio, 1980; ruolo: Answald Rothe)
- Un caso per due (Ein Fall für zwei, serie TV, 1 episodio, 1981; ruolo: Jason Franke/Klaus Müller)
- Urlaub am Meer (1982)
- Krimistunde (serie TV, 1982)
- La nave dei sogni (Das Traumschiff, serie TV, 1 episodio, 1982)
- Flöhe hüten ist leichter (1982)
- Il commissario Köster (Der Alte, 1 episodio, 1982; ruolo: Ulrich Tielen)
- Elisabeth von England (1983)
- Il commissario Köster (Der Alte, 1 episodio, 1984; ruolo: Edgar Wollank)
- Il commissario Köster (Der Alte, 1 episodio, 1984; ruolo: Wolf Mogge)
- Die Frau mit den Karfunkelsteinen (1985; ruolo: Balduin)
- Feuerwanzen küß ich nicht (1985)
- Alles was Recht ist (serie TV, 1986; ruolo: Dott. Arnulf Rehberg)
- Un caso per due (Ein Fall für zwei, serie TV, 1 episodio, 1986; ruolo: Dott. Heumann)
- Das andere Leben (1987; ruolo: Dott. Brandt)
- Il medico di campagna (Der Landarzt, serie TV, 1987-1992; ruolo: Dott. Carsten Mattiesen)
- Mit Leib und Seele (serie TV, 1989; ruolo: Manfred Stehlin)
- Das größte Fest des Jahres - Weihnachten bei unseren Fernsehfamilien (1991; ruolo: Dott. Carsten Mattiesen)
- Sonntag & Partner (serie TV, 1994; ruolo: Michael Sonntag)
- Vater wider Willen (serie TV, 1995-2002; ruolo: Max Oldendorf)
- Anwalt Martin Berg - Im Auftrag der Gerechtigkeit (miniserie TV, 1996; ruolo: Martin Berg)
- Mörderischer wohnen - Der Tod des letzten Mieters (1997; ruolo. Martin Berg)
- Tod eines Lehrers - Eine Schule unter Verdacht (1997; ruolo: Martin Berg)
- Ein sauberer Mord - Tod in der Reinigungsfirma (1997; ruolo: Martin Berg)
- Siska (serie TV, 1 episodio, 1999; ruolo: Dietmar Freese)
- Der Preis der Schönheit (2000; ruolo: Dott. Gregor Rauch)
- Eine öffentliche Affäre (2001)
- Il commissario Kress (Der Alte, serie TV, 1 episodio, 2001; ruolo: Werner Wrede)
- Siska (serie TV, 1 episodio, 2002; ruolo: Ralf Teichert), regia di Hans-Jürgen Tögel
- Siska (serie TV, 1 episodio, 2002; ruolo: Karl Gaussmann)
- Siska (serie TV, 1 episodio, 2004; ruolo: Bernd Dahlmann)
- Siska (serie TV, 1 episodio, 2005; ruolo: Richard Gerion)
- Il commissario Kress (Der Alte, serie TV, 1 episodio, 2001; ruolo: Norbert Kollmann)

### Regista
- Il medico di campagna (Der Landarzt, serie TV, 16 episodi[2], 1989)
- Liebes Leben (miniserie TV, 1990)
- Ewald - Rund um die Uhr (TV, 1990)
- Ein unvergeßliches Wochenende (serie TV, 1 episodio, 1993)